# Eriosyce kunzei
Eriosyce kunzei là một loài thực vật có hoa trong họ Cactaceae. Loài này được (C.F.Först.) Katt. mô tả khoa học đầu tiên năm 1994.